# Rumble (instrumental)
«Rumble» es una canción de rock instrumental del año 1958, perteneciente al guitarrista estadounidense Link Wray. Esta canción fue pionera en utilizar overdrive, es decir, distorsión de sonido de guitarra eléctrica, también se usa tremolo y distorsion.
También dio origen a que Wray inventara el power chord, importante técnica de la guitarra de rock moderna, recurso muy utilizado en el punk y el hard rock. Rolling Stone incluyó a Link en el número 45 en su lista de los 100 guitarristas más grandes de todos los tiempos.
Rumble se hizo mundialmente conocida al ser utilizada en las películas Pulp Fiction, Blow e Independence Day.
Wray fue citado entre las influencias musicales de Jeff Beck, Duff McKagan, Jimmy Page, Jimi Hendrix, Marc Bolan, Neil Young y Bob Dylan, gracias a esta canción.
Esta canción, utiliza cuatro acordes: Re, Mi, La y B7. Tiene un punteo sobre la base de La mayor y un solo en base de Mi mayor.